# Spelportal
Spelportal kallas vardagligen digitala distribueringstjänster (nedladdningstjänster) av datorspel och dito som även agerar social nätverkstjänst, med till exempel integrerad kontoregistrering, chattfunktion, kontaktlista, spelkatalog, samspelfunktioner för flerspelarspel samt andra förbindelse- och sambandsverktyg etc, vanligen i form av ett datorprogram, eller inbyggd programvara hos en mobiltelefon, surfplatta eller spelkonsol med mera.

## Spelportaler
Kända spelportaler inkluderar:
- Battle.net
- EA App(en)
- Epic Games Store(en)
- Origin (spelportal)[2][3][1] (nedstängd oktober 2022)
- Playstation Network (PSN)
- Nintendo Network(en) (nedstängd april 2024)
- Nintendo Switch Online(en) (NSO)
- Nintendo Wi-Fi Connection (nedstängd maj 2014)
- Steam (spelportal)[4][5][6][7][1]
- Uplay[1]
- Xbox Live